# Погорелки (Заволжское сельское поселение)
Погорелки — опустевшая деревня в Ярославском районе Ярославской области. Входит в состав Заволжского сельского поселения.

## География
Находится в восточной части Ярославской области на расстоянии приблизительно 28 км на север-северо-восток по прямой от станции Филино.

## История
В 1898 году здесь (деревня Даниловского уезда Ярославской губернии) было учтено 7 дворов. По состоянию на 2020 год опустела.

## Население
Численность населения: 1 (русские 100 %) в 2002 году, 2 в 2010.